# Mal Hallett
Mal Hallett; eigentlich Malcolm Gray Hallett (* 1896 in Roxbury, Massachusetts; † 20. November 1952 in Boston, Massachusetts) war ein US-amerikanischer Violinist, Altsaxophonist und Big Bandleader im Bereich des Swing und der Populären Musik.

## Leben
Mal Hallett graduierte am Boston Conservatory of Music; während des Ersten Weltkriegs spielte er in Frankreich als Mitglied des Al Moore Orchesters. Nach dem Krieg war er als Violinist in Bostoner Theatern und Hotels beschäftigt, später spielte er auch Altsaxophon. In den 1930er Jahren leitete er seine eigene Band, die vorwiegend in den Neuengland-Staaten auftrat, in New York im Arkadia und Roseland Ballroom, in Atlantic City und den Seebädern der Ostküste der Vereinigten Staaten. In seinem Ensemble spielten eine Reihe später bekannter Jazzmusiker, wie unter anderem Gene Krupa, Jack Teagarden, Frankie Carle, Jack Jenney, Toots Mondello, Floyd O’Brien, Spud Murphy, Boots Mussulli, Brad Gowans, Turk Murphy, Johnny Williams oder Don Fagerquist. Halletts Bandvokalisten waren Irene Daye, Teddy Grace und Clark Yocum. 
Hallett nahm 1936 acht Seiten für Vocalion und von 1936 bis 1938 über 40 Titel für Decca Records auf. Zu seinen populärsten Nummern zählten „(Have You Forgotten) The You and Me That Used to Be“, „In the Chapel in the Moonlight“, „Turn Off the Moon“ und „One in a Million“, keine davon wurde jedoch ein großer Hit. Hallett hatte als einer der älteren Swing-Bandleader bald Mühe populär zu bleiben und löste Mitte der 1940er seine Band auf. Alkoholprobleme und eine Armverletzung hinderten ihn schließlich, weiter Violine zu spielen.  Er begleitete noch 1950 die Sängerin Patti Page bei Auftritten in den Neu-England-Staaten.